# Digerdöden i Italien

Engelskspråkig karta över pestens utbredning i Europa (1345-1353).

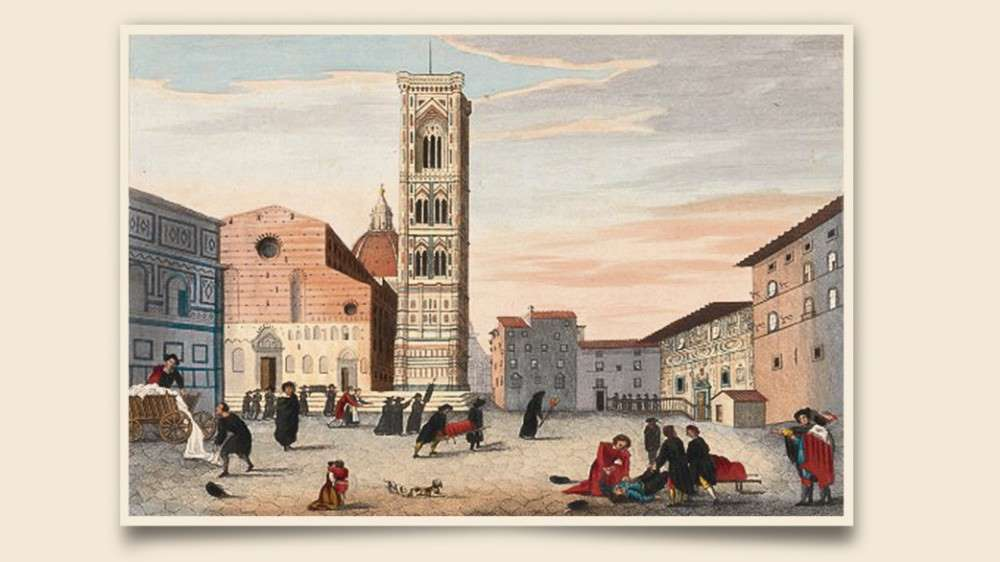
Florence Bubonic Plague 1348

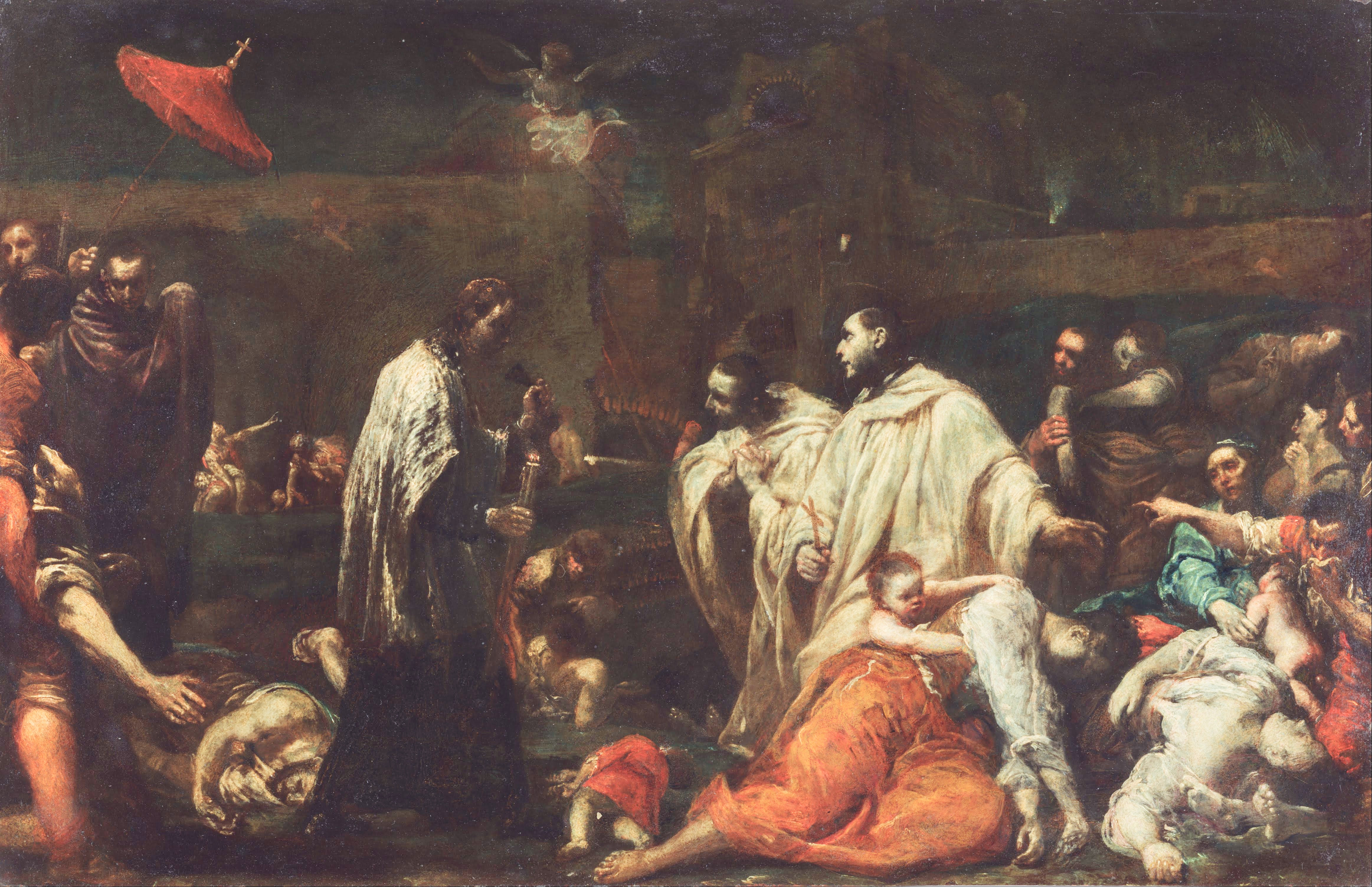
Giuseppe Maria Crespi (Italian (Bolognese) - Bernard Tolomei and the Plague in Siena - Google Art Project

Digerdöden i Italien ägde rum 1347–1348. Den italienska halvön var den första del av det katolska Västeuropa som drabbades av digerdöden, och den gjorde ett stort intryck på samtiden. Dess ankomst innebar en chock eftersom Italien till skillnad från de övriga delarna av Europa var totalt oförberedd på utbrottet. 
Digerdöden i Italien är också mer väldokumenterad än i något annat land. Många berömda samtida vittnesmål finns bevarade, bland dem Giovanni Boccaccio, Marchionne di Coppo Stefani och Agnolo di Tura. Det urbana och välorganiserade Norditalien med dess stadsrepubliker hade Europas mest utvecklade förvaltningsorganisation, och dess bevarade dokument har också gett gott underlag till forskning. 
De italienska stadsstaternas preventiva motåtgärder mot pesten resulterade så småningom i utvecklingen av den moderna karantänlagstiftningen.

## Bakgrund
Digerdödens första kända utbrott var i Kaffa på Krim i Svarta havet. Dess historia före Krim är obekräftad, men den ska ha funnits i staden Balasagun i Centralasien 1338-1339.
Därifrån kan den ha spridit sig söderut till Samarkand, Afghanistan, Persien och möjligen Indien, men den vägen är obekräftad: det indiska Delhisultanatets härskare Muhammad ibn Tughluq hade många centralasiatiska soldater i sin armé, och ett fälttåg i Sydindien 1334-1335 avbröts plötsligt när en sjukdom utbröt i hans armé, som hade reducerat den till en tredjedel när den återvände Delhi; det är okänt om denna epidemi var samma sjukdom som digerdöden, men den nämns i sammanhanget och det är ett faktum att Delhisultanatet krympte betydligt strax efter.   Däremot är det mer säkert att den spred sig västerut från Balasagun till Sarai (1345), Tana och Georgien (1346), och från Tana till Kaffa, som var den första katolska staden som drabbades.
Kaffa var en italiensk eller genuesisk handelskoloni, som år 1347 belägrades av Gyllene horden under khan Janibeg. Pesten bröt plötsligt ut bland Janibegs styrkor under belägringen. När farsoten bröt ut inne i staden lämnade de genuesiska skeppen hamnen och flydde från staden. Flera pestskepp ska därefter ha drivit omkring i Svarta havet; ett kom till Trapezunt, men om det finns ingen information. Däremot nämns ett skepp som nådde Konstantinopel, där pesten har skildrats av kejsar Johannes VI och Nikeforos Gregoras. Johannes VI, som förlorade sin son Andronikos i pesten, såg den som en Guds straff för att bysantinarna och genuesarna hade hjälpt muslimerna i ett krig nyligen, och Nikeforos Gregoras beskrev hur den spred sig bland öarna i det egeiska havet mot Cypern, där folk föll död ned på gatorna och hus tömdes på både djur och människor.

## Smittspridning
De italienska städer som blivit mest utförligt skildrade under digerdöden är Florens och Venedig. 

### Syditalien
Digerdödens ankomst till Italien har beskrivits av Michele da Piazza. I oktober 1347 anlöpte tolv genuesiska skepp Messina på Sicilien. Då genuesarna gick iland började stadens innevånare få bölder, hosta blod och dö. Genuesarna utvisades genast från staden, men smittan spred sig så snabbt att ordningen bröt samman. Människor ville skriva testamenten och bikta sig, men läkare, notarier och präster som kom i närheten av de sjuka dog själva och vägrade sedan att fullgöra sina uppgifter; innevånarna flydde från sina hem, som snart plundrades av tjuvar utan att någon hindrade dem, eftersom myndighetspersoner och ordningsvakter också dog.   Messina uppfattades då vara en stad som drabbats av Guds straffdom. Människor flydde från Messina till Catania för att bönfalla stadens patriark om att få statyn av Sankta Agatha till Messina, men Catanias innevånare låste då stadsportarna för dem. Messinaborna förde därefter Santa Maria della Scalas staty av Jungfru Maria till Messina. 
När dödstalen fortsatte under november började Messinaborna fly över hela Sicilien och även sundet till Kalabrien, där de dog på landsvägarna och spred smittan överallt. Catania blev nästa stora pesthärd på ön, och Trapani ska enligt Michele da Piazza helt ha avfolkats. En av kungafamiljens medlemmar, hertig Giovanni, ska enligt krönikören ha flytt ut i skogen i Mascalia från Catania och där blivit det sista offret för digerdöden på Sicilien, i april 1348.

### Mellersta Italien

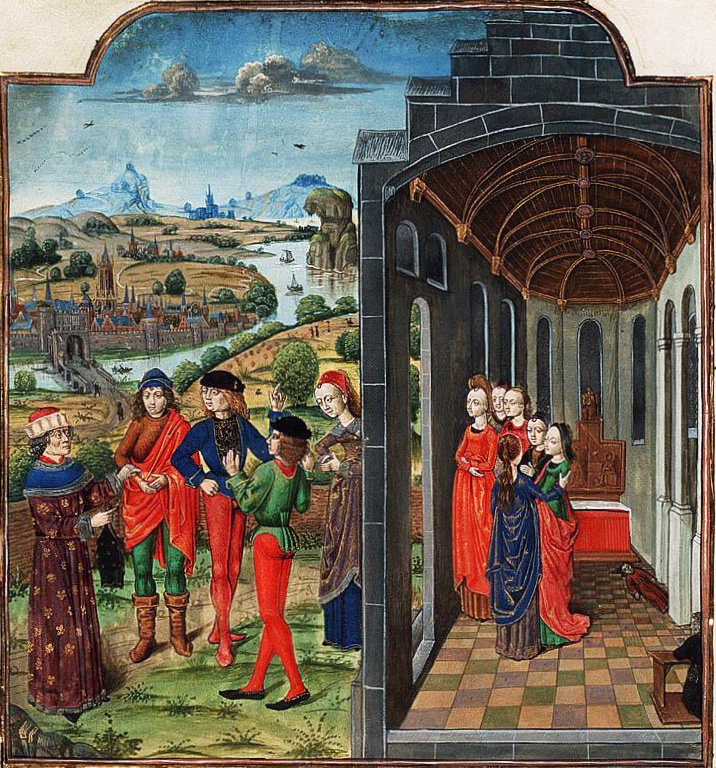
Illustration av Decamerone; Giovanni Boccaccio och hans sällskap som flytt pesten i Florens

Enligt Agnolo di Tura fördes smittan från Genua till Pisa i januari 1348, varefter den spred sig över mellersta Italien till Piombino, till Lucca i februari, i mars till Florens och under april och maj till Siena, Perugia och Orvieto. Agnolo di Tura beskrev hur fäder övergav sina barn, hustrur sina makar och bröder sina bröder, vars kroppar vräktes ned i gropar överallt i staden, och hur han själv fick begrava sina fem barn med sina egna händer, men att ingen grät eftersom alla trodde att de snart själva skulle dö och göra de döda sällskap.   När pesten dött ut ska bara en av åtta sienesare ha varit kvar i livet: fyra av stadens styresmän hade dött, liksom podestan själv och stadens krigskapten, och målarna Ambrogio och Pietro Lorenzetti.    De överlevande ägnade sig åt frosseri, dryckenskap, nöjesjakt och spel. 
Pesten i Florens har skildrats av Giovanni Boccaccio. Staden ska ha hört rykten om smittan hösten 1347 och förberett sig. Smuts hade förts bort från stadens gator och tömts utanför dess gränser, sjuka resenärer förbjöds inträde, hälsoföreskrifter utfärdades som ålade invånarna att hålla hus, gator och torg rena och inte släppa in djur i staden, slaktare fick strängare reglering, homosexuella och prostituerade förvisades för att inte förarga Gud, och böneprocessioner hölls. 
I mars nådde sedan smittan Florens och varade till juli. Varken läkare eller de kloka kunde göra någonting åt den; de sjuka dog ofta inom tre dagar och friska smittades genom minsta kontakt, och även bara om de rörde vid plagg eller föremål de sjuka varit kontakt med. Enligt Boccaccio bevittnade han hur en död kropp slängdes ut på gatan, varefter grisar började böka i dess kläder för att sedan falla döda ned.   Präster och myndighetspersoner dog så snabbt att ordningen kollapsade. Boccaccio nämner hur kvinnor, som annars var noga med sina religiösa plikter, började driva om döden och religionen. Släkt och vänner vågade inte begrava sina döda och begravningarna av de rika togs omhand av ett gravgrävarbrödraskap (becchini) som bildats av stadens fattigaste, som för stora summor slängde ned kroppen i närmaste grop, som pekades ut av en präst.   De som inte kunde betala släpade ut sina grannars döda lik på gatan då de märkte att de började lukta från grannhuset och övergav kroppen där, och gatorna täcktes därför snart av ruttnande pestlik tills de vräktes ned i massgravar. 
Giovanni Boccaccio påstår att 100.000 människor avled, men den siffran är omöjlig eftersom hela stadens invånarantal inte når upp till den siffran: det var vanligt att de siffror som nämndes på döda under digerdöden var vida överdrivna. Bland dess offer fanns stadens mest berömde målare Bernardo Daddi. Utanför städerna avled bönderna utan någon vård och föll döda ned på åkrarna, medan de överlevande upphörde att arbeta på fälten, drev bort sina djur och åt upp sina förråd, eftersom de väntade sig att snart själva dö. Matteo Villani skrev hur nöjesraseri bröt ut bland stadens överlevande; hur de fattiga "slutade foga sig" och äta lyxmat och bära lyxkläder som tillhört de döda och hur många plötsligt började gifta sig utan någon tanke på om äktenskapet var lämpligt eller inte.
Digerdöden tycks inte ha nått Rom förrän i augusti 1348. Vid denna tidpunkt befann sig i Rom i en nedgångsperiod på grund av påvens residens i Avignon, och frånvaron av de pilgrimer och prästerliga besökare som tidigare ständigt besökt staden hade reducerat staden till nästan en småstad - men det innebär också att staden nåddes av pesten senare än vad som varit fallet om det fortfarande hade varit en pilgrimsort. 

### Norditalien
Den kanske mest kända krönikan om digerdöden i Italien är Gabriele de' Mussis Historia de Morbo, som beskriver pesten i Piacenza. Enligt honom förde genuesiska skepp smittan till både sin hemstad Genua och till Venedig. I Genua ska sex av sju innevånare ha dött, och Venedig 70 procent av dess befolkning. Till Piacenza kom smittan genom genuesaren Fulco della Croce, som avled strax efter sin ankomst, varefter hans värdfamilj och därefter hans grannar började insjukna och dö. 
När en person väl smittats, smittades hela hans eller hennes familj och alla som gjorde begravde kroppen, och när smittan väl kommit in i ett hus återstod i genomsnitt bara tre dagar innan alla husets innevånare var döda. De döende kallade till sig läkare för att vårda dem, notarier för att skriva deras testamenten och testamentsvittnen (ofta munkar och präster) för att bevittna testamentet, och dessa tog sedan med sig smittan då de gick. Särskilt kloster var svårt utsatta, då det besöktes av präster som tagit emot de sjukas bikt.   Begravningsplatserna fylldes så snabbt att massbegravningar började anordnas, och de överlevande grävde sina egna gravar på torgen innan de själva dog. När smittsamheten blev uppenbar, började människor överge de sjuka och döende: både präster, läkare och familjemedlemmar övergav de sjuka och flydde från de hus där de låg, och Gabriele de' Mussi uppger att man överallt kunde höra skriken från de som tvingades dö i ensamhet.   Liken lämnades ofta kvar i husen, som bommades igen och övergavs i rädsla för smittan, och endast de rikaste betalade de fattigaste för att föra bort liken och begrava dem.
I mars 1348 nådde smittan till Bologna, där den varade till september och ryckte bort flera berömda akademiker vid Bolognauniversitetet, bland dem Giovanni di Andrea. I juni nådde pesten Trento, där den skildras av Johannes av Parma från klostret San Viglio, som uppger att fem av sex personer avled. De rika flydde till byar på landet och präster och munkar gömde sig för att slippa ge de sjuka bikt, medan sex personer begrovs i gravar avsedda för en. I juli avled två av Paduas härskare efter varandra. 
Digerdöden i Venedig har skildrats av dogen Andrea Dandolo, munken Francesco della Grazia och Lorenzo de Monacis. Staden var en av Europas största städer, men även svårt överbefolkad eftersom den var packad av flyktingar från föregående års hungersnöd på fastlandet, och jordbävningen i januari samma år. Smittan ska ha nått Venedig våren 1348, och i april översvämmades gator och torg och av lik, och hus gav ifrån sig stank som tecken på att det låg kroppar även inomhus. Liken forslades bort och grävdes ned på öar i lagunen av människor som allteftersom själva grävdes ned där när de smittades och dog. Mellan 25 och 30 personer begrovs dagligen bara i den begravningsplats som låg nära Rialto. Många venetianare, bland dem många myndighetspersoner, flydde till andra städer och ut på öar i lagunen, och i juli beordrade de kvarvarande rådsherrarna flyktingarna tillbaka med hot om förlust av samhällsställning för att inte underminera stadsförvaltningen.

## Effekter
Effekterna av den kraftiga befolkningsminskningen var minskade intäkter, arbetskraftsbrist, höjda löner och en elit som reagerade på minskade intäkter och kraven på höjda löner med våld mot de längre klasserna, samtidigt som laglösheten på landsbygden ledde till att de kringströvande legosoldaterna, kondottiärerna, började bedriva beskyddarverksamhet på den italienska landsbygden.
Digerdöden fick stor betydelse för utvecklingen av karantänlagstiftning, hälsovårdsmyndigheter och lasarett i Europa. När pesten hotade förbjöd de italienska städerna som regel resenärer från smittade trakter inträde och utfärdade föreskrifter som bränning av tyger som varit i kontakt med de smittade, men hälsoföreskrifterna varade bara tillfälligt, och under kommande epidemier blev det vanligt att de rika flydde till en icke smittad trakt. Under 1400-talets gång ledde detta så småningom till att särskilda pesthospital inrättades för de sjuka fattiga, vilket i sin tur stärkte tron på att isolation av de sjuka var en effektiv åtgärd mot smitta.
Sedan Ragusa (Dubrovnik) i januari 1348 drabbats av digerdöden, infördes 1377 en lag om 30 dagars karantän för alla skepp och varor till staden, och denna blev så småningom en förebild för andra. Från 1300-talet och framåt infördes regelbundet inreseförbud för personer från städer man visste var utsatta för smitta, och under 1400-talets gång infördes lasarettskarantän för resenärer från pestsmittade orter i den ena efter den andra staden, vilket var inlandsstäders version av hamnstäders skeppskarantän: i Venedig 1423, Mantua 1450, i Milano och Parma 1468 och i Siena 1468, och detta blev till slut allmän standard.